# Bahr Salamat
Le Bahr Salamat qui porte le nom de Bahr Azoum dans son cours supérieur, est une rivière d'Afrique tropicale qui coule au Soudan et au Tchad. C'est un affluent du Chari en rive droite. Son nom provient de l'arabe Bahr qui signifie mer ou masse d'eau. 

## Géographie
La rivière a ses sources au Soudan, dans la région sahélienne du Darfour. Il y naît d'une multitude de petits cours d'eau périodiques qui confluent progressivement. Une fois formé, il porte le nom de Bahr Azoum, puis plus loin franchit la frontière tchadienne. Le Bahr Azoum se dirige globalement du nord-est vers le sud-ouest et son cours se présente comme celui d'un oued périodique, généralement à sec, mais générateur d'inondations parfois spectaculaires. Après la ville d'Am-Timan en république du Tchad, ses eaux se perdent dans un delta intérieur, où il forme notamment le lac Iro. À droite (au nord) de ce delta on a constitué le parc national de Zakouma qui jadis regorgeait notamment d'éléphants, mais est aujourd'hui en grand danger à la suite de son pillage par les braconniers.
La rivière ressort de ce delta - en ayant perdu une partie de son débit - sous le nom de Bahr Salamat.
Continuant sa course vers l'ouest-sud-ouest, dans un riche paysage de savannes, il finit par se jeter dans le Chari en rive droite à une cinquantaine de kilomètres en aval de la ville de Sarh (ex-Fort-Archambault), après le confluent entre le Bahr Sara et le Chari, et face au Parc national Manda situé sur l'autre rive du Chari.

## Les débits à Am-Timan
Le débit de la rivière a été observé pendant 21 ans (1953-1973) à Am-Timan, ville du Tchad située à quelque 500 km en amont du confluent avec le Chari. 
À Am-Timan, le débit annuel moyen ou module observé sur cette période a été de 31 m3/s pour un territoire de plus ou moins 85 600 km2, soit plus de 90 % de la totalité du bassin versant de la rivière.